# Skałki Chronowskie
Skałki Chronowskie – grupa skałek w miejscowości Chronów, pow. bocheński, gm. Nowy Wiśnicz. Znajdują się w lesie, na szczycie wzniesienia o tej samej nazwie na obszarze Pogórza Wiśnickiego. Od zachodniej strony podnóże tego wzniesienia opływa potok Borowianka.
Są to zbudowane z piaskowców istebniańskich wierzchołkowe ostańce, powstałe w wyniku procesów denudacyjnych. Tworzą na szczycie skalną grzędę o długości około 75 m i wysokości do 2,5 m. Na skałkach tych wyryte są stare napisy, niektóre w języku łacińskim. Na jednym z kamieni wyryta jest sylwetka grobu lub kościoła oraz data 1707. Autorzy tych znaków nie są znani. Według jednej z legend jeden z możnych rodu Gryfitów przeszedł na islam i na tym miejscu wybudował meczet. Ściągnęło to na budowlę i jej mieszkańców klątwę. Po meczecie pozostały tylko skałki z tajemniczymi znakami. Klątwę uda się odrzucić dopiero wtedy, gdy ktoś odszyfruje te znaki. Jak dotąd nie udało się to nikomu.
Od 1997 Skałki Chronowskie są objęte ochroną prawną jako pomnik przyrody. Z miejscowości Borówna prowadzi do nich znakowana ścieżka edukacyjna.

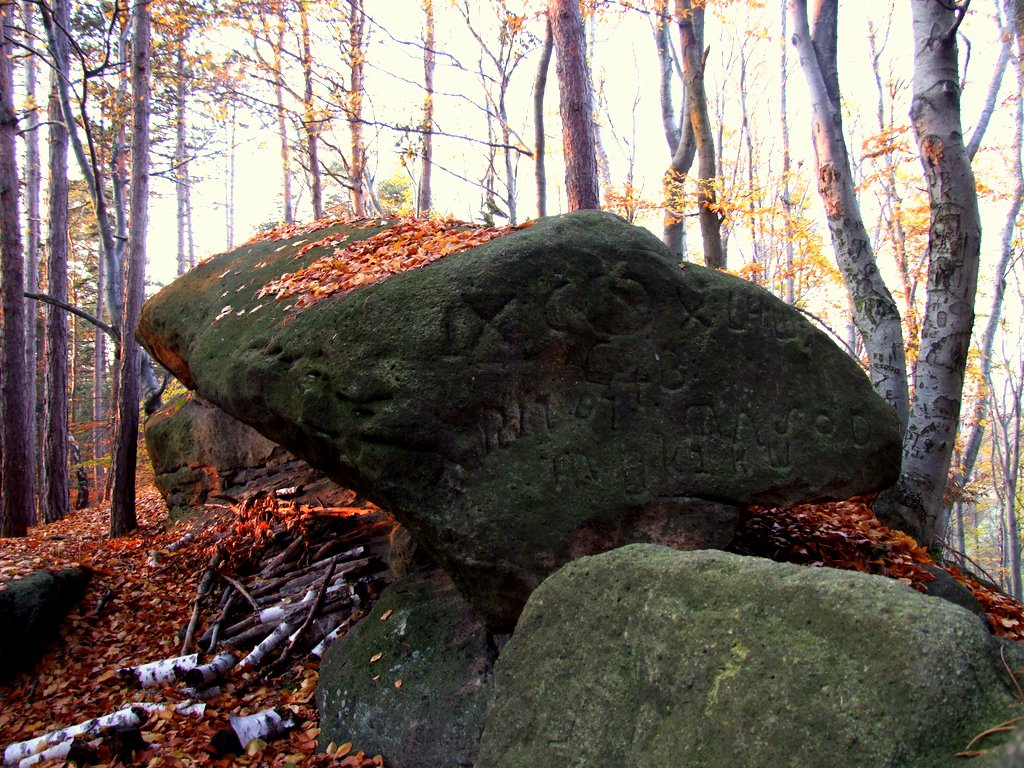
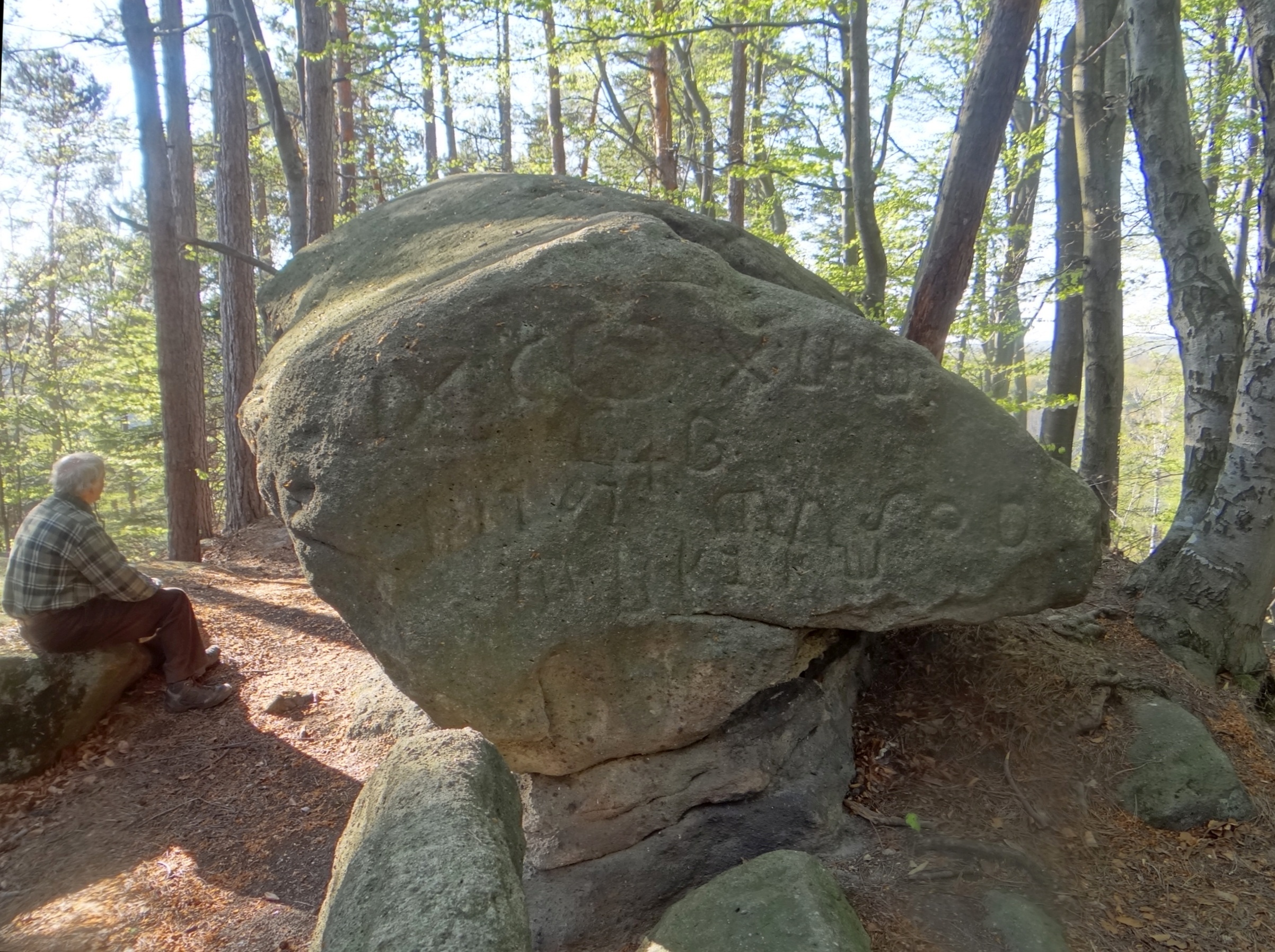
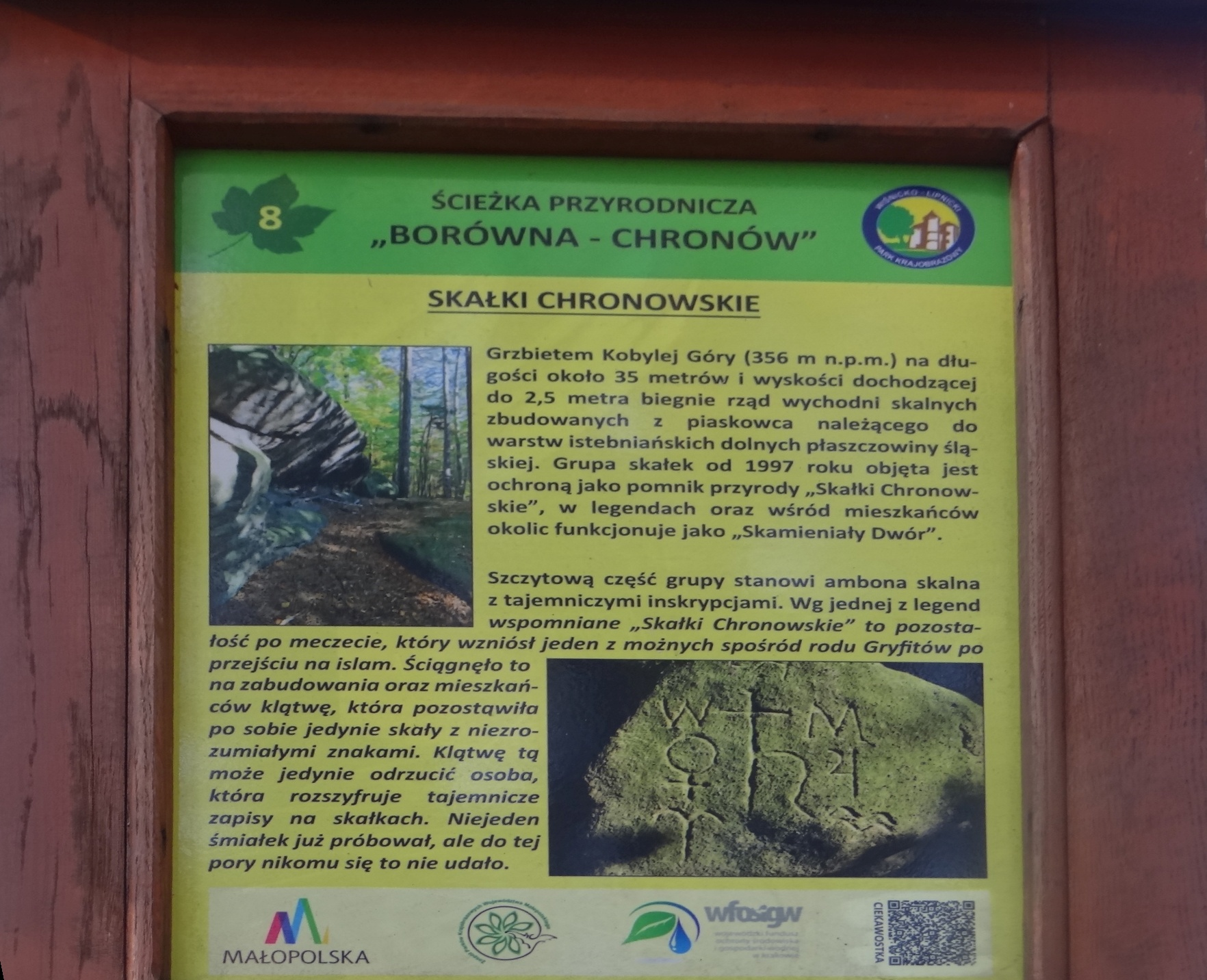
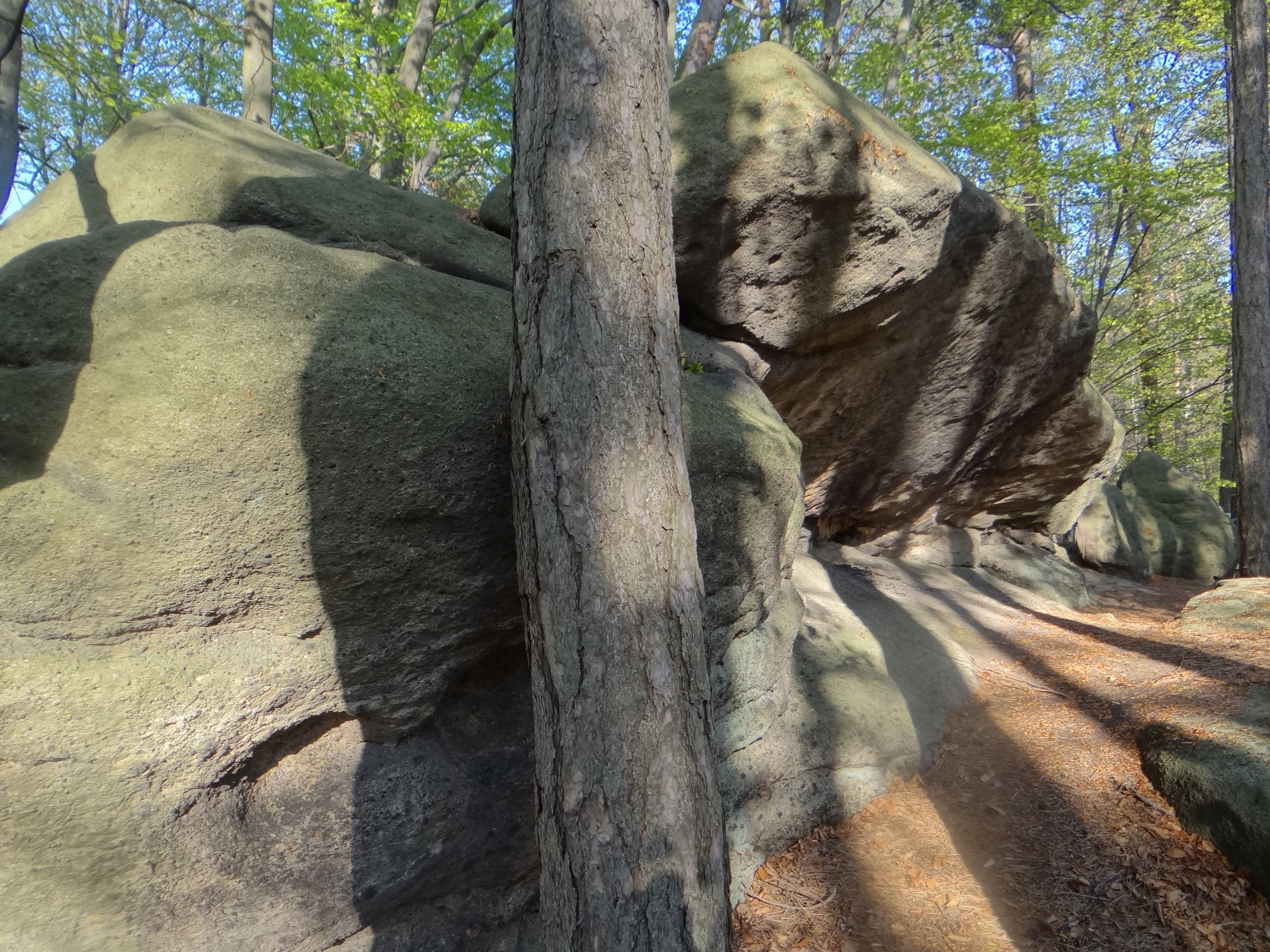
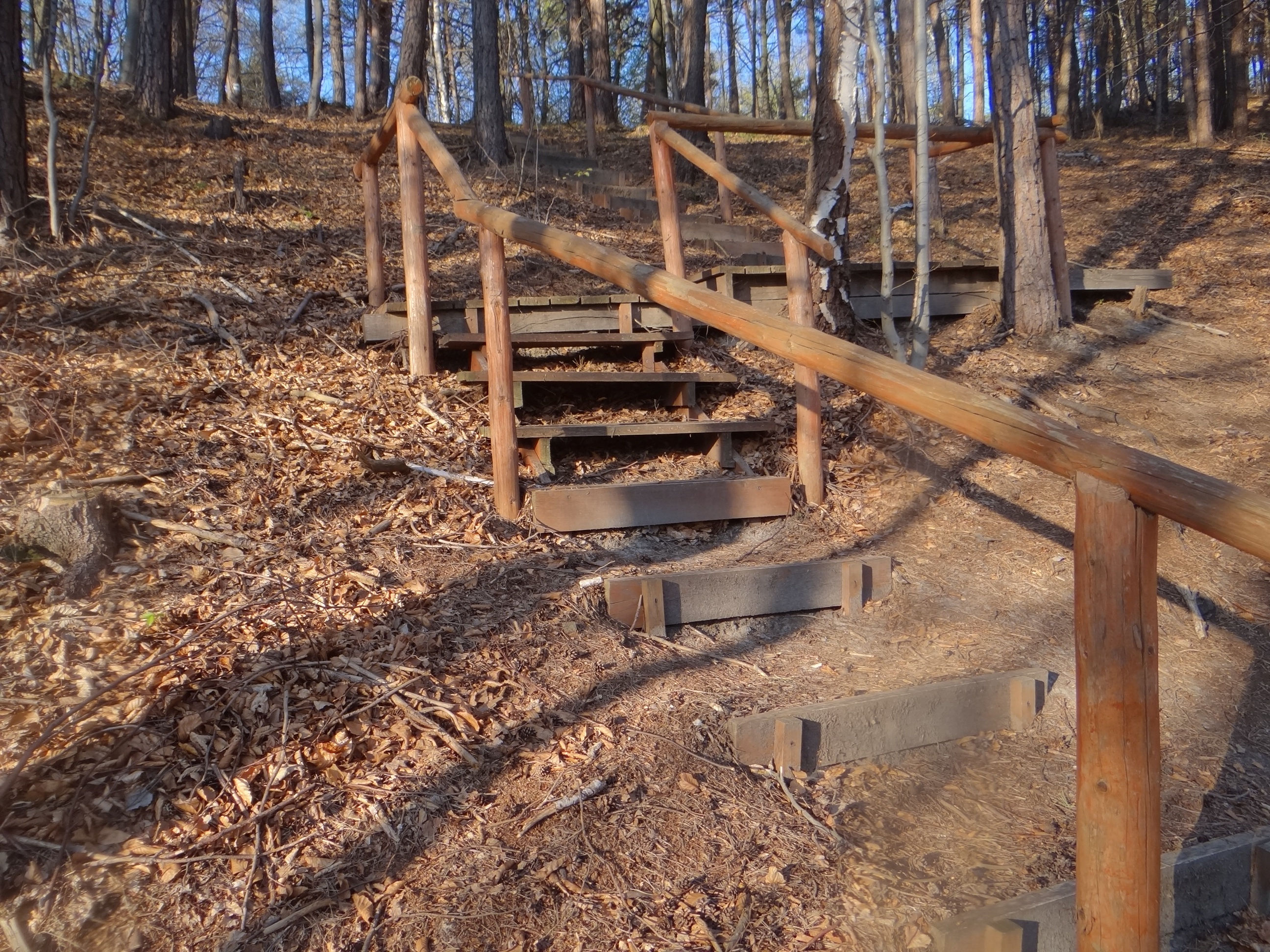